# Umut Bozok
Umut Bozok (Saint-Avold, 19 settembre 1996) è un calciatore francese naturalizzato turco, attaccante dell'Eyüpspor.

## Caratteristiche tecniche
È un centravanti.

## Carriera

### Club
Nella stagione di Ligue 2 del 2017-2018, l’attaccante si è laureato capocannoniere del torneo, segnando 24 reti in 36 presenze, mettendo a referto 3 triplette, arrivate in 3 match casalinghi consecutivi (10ª, 12ª e 14ª giornata), rispettivamente contro Brest (4-0), Quevilly (4-1) e Bourg-Peronnas (4-0).
Il 1º settembre 2022 si trasferisce dal Lorient al Trabzonspor.

### Nazionale
Dopo aver giocato con le rappresentative giovanili turche, grazie al buon campionato disputato con la maglia del Kasımpaşa, venne convocato per la prima volta in nazionale. Nella partita amichevole contro l'Italia del 23 marzo 2022, disputata in quanto entrambe le formazioni avevano perso il proprio incontro valevole per lo spareggio di qualificazioni ai mondiali del 2022, andò in panchina, non scendendo in campo.

## Statistiche

### Presenze e reti nei club
Statistiche aggiornate al 28 novembre 2023.
| Stagione           | Squadra            | Campionato         | Campionato | Campionato | Coppe nazionali | Coppe nazionali | Coppe nazionali | Coppe continentali | Coppe continentali | Coppe continentali | Altre coppe | Altre coppe | Altre coppe | Totale | Totale | Totale |
| Stagione           | Squadra            | Comp               | Pres       | Reti       | Comp            | Pres            | Reti            | Comp               | Pres               | Reti               | Comp        | Pres        | Reti        | Pres   | Reti   |        |
| ------------------ | ------------------ | ------------------ | ---------- | ---------- | --------------- | --------------- | --------------- | ------------------ | ------------------ | ------------------ | ----------- | ----------- | ----------- | ------ | ------ | ------ |
| 2013-2014          | Metz 2             | CFA2               | 1          | 0          |                 | -               | -               |                    | -                  | -                  |             | -           | -           | 1      | 0      |        |
| 2014-2015          | Metz 2             | CFA                | 10         | 0          |                 | -               | -               |                    | -                  | -                  |             | -           | -           | 10     | 0      |        |
| 2015-2016          | Metz 2             | CFA2               | 22         | 13         |                 | -               | -               |                    | -                  | -                  |             | -           | -           | 22     | 13     |        |
| Totale Metz 2      | Totale Metz 2      | Totale Metz 2      | 33         | 13         |                 | -               | -               |                    | -                  | -                  |             | -           | -           | 33     | 13     |        |
| 2016-2017          | Consolat Marsiglia | N                  | 31         | 18         | CF              | 3               | 0               |                    | -                  | -                  |             | -           | -           | 34     | 18     |        |
| 2017-2018          | Nîmes              | L2                 | 36         | 24         | CF+CdL          | 1+1             | 0+1             |                    | -                  | -                  |             | -           | -           | 38     | 25     |        |
| 2018-2019          | Nîmes              | L1                 | 25         | 2          | CF+CdL          | 0+2             | 0               |                    | -                  | -                  |             | -           | -           | 27     | 2      |        |
| Totale Nîmes       | Totale Nîmes       | Totale Nîmes       | 61         | 26         |                 | 4               | 1               |                    | -                  | -                  |             | -           | -           | 65     | 27     |        |
| 2018-2019          | Nîmes 2            | N2                 | 1          | 1          | -               | -               | -               |                    | -                  | -                  |             | -           | -           | 1      | 1      |        |
| 2019-2020          | Lorient            | L2                 | 16         | 2          | CF+CdL          | 3+1             | 2+0             |                    | -                  | -                  |             | -           | -           | 20     | 4      |        |
| 2020-feb. 2021     | Lorient            | L1                 | 5          | 0          | CF              | 0               | 0               |                    | -                  | -                  |             | -           | -           | 5      | 0      |        |
| feb.-giu. 2021     | Troyes             | L1                 | 16         | 1          | CF              | -               | -               |                    | -                  | -                  |             | -           | -           | 5      | 0      |        |
| 2021-2022          | Kasımpaşa          | SL                 | 38         | 20         | CT              | 3               | 0               |                    | -                  | -                  |             | -           | -           | 41     | 20     |        |
| lug.-ago. 2022     | Lorient            | L1                 | 0          | 0          | CF              | -               | -               |                    | -                  | -                  |             | -           | -           | 0      | 0      |        |
| Totale Lorient     | Totale Lorient     | Totale Lorient     | 21         | 2          |                 | 4               | 2               |                    | -                  | -                  |             | -           | -           | 25     | 4      |        |
| ago. 2022-2023     | Trabzonspor        | SL                 | 27         | 8          | CT              | 3               | 1               | UEL+UECL           | 5+2                | 1+0                | -           | -           | -           | 37     | 11     |        |
| 2023-2024          | Trabzonspor        | SL                 | 4          | 0          | TK              | 0               | 0               | -                  | -                  | -                  | -           | -           | -           | 4      | 0      |        |
| Totale Trabzonspor | Totale Trabzonspor | Totale Trabzonspor | 31         | 8          |                 | 3               | 1               |                    | 7                  | 1                  |             | -           | -           | 41     | 11     |        |
| Totale carriera    | Totale carriera    | Totale carriera    | 232        | 89         |                 | 17              | 4               |                    | 7                  | 1                  |             | -           | -           | 256    | 95     |        |

## Palmarès

### Club
- Campionato francese di seconda divisione: 1

Lorient: 2019-2020

### Individuale
- Capocannoniere del Championnat National: 1

2016-2017 (18 gol)
- Capocannoniere della Ligue 2: 1

2017-2018 (24 gol)
- Capocannoniere della Süper Lig: 1

2021-2022 (20 gol)